# Giacomo Leone
Giacomo Leone (Francavilla Fontana, Italia, 10 de abril de 1971) es un deportista italiano retirado, especializado en carreras de fondo. Ganó la maratón de Nueva York en la edición del año 1996, con un tiempo de 2:09:54, y quedó segundo en la maratón de Roma del año 2000.